# Elia Flaccilla
Elia Flavia Flaccilla, o Flacilla (latino: Aelia Flavia Flaccilla; ... – Costantinopoli, 386), fu Augusta dell'Impero romano e prima moglie dell'imperatore Teodosio I.
Ebbe due figli, gli imperatori Arcadio e Onorio, e una figlia, Pulcheria. È venerata come santa dalla Chiesa ortodossa, il 14 settembre; per i cattolici è venerabile.

## Biografia
Flaccilla era molto probabilmente nativa della provincia romana dell'Hispania, come attestato dal poema Laus Serenae del poeta Claudio Claudiano. Sulla base d'un passaggio incerto di Temistio (orazione xvi, De Saturnino), il padre di Flaccilla potrebbe essere stato Claudio Antonio, prefetto del pretorio delle Gallie, che fu console nel 382, ma l'identificazione è dubbia; infatti, una seconda interpretazione vuole il passo in questione riferito a Flavio Afranio Siagrio, console assieme ad Antonio nel 382. L'unico parente identificato con certezza dalle fonti è il nipote Nebridio, figlio di una sorella dal nome sconosciuto, il quale sposò Salvina, figlia di Gildone, da cui ebbe due figli, un maschio e una femmina.
Il suo matrimonio con Teodosio I, figlio del conte Teodosio ed anch'egli originario dell'Hispania, avvenne probabilmente nel 375/376, in quanto il figlio maggiore, Arcadio, nacque alla fine dell'anno successivo. All'epoca Teodosio era caduto in disgrazia presso l'imperatore Valentiniano I e si era ritirato a vita civile a Coca, in Galizia.
Dopo Arcadio, nato dunque prima dell'elevazione al trono di Teodosio, nacquero altri due figli. La prima fu Pulcheria, nata anche lei prima dell'elevazione al trono di Teodosio, come attestato da un altro passaggio della Laus Serenae, e morta infante, come raccontato da Gregorio di Nissa. Il secondo maschio, Onorio, nacque il 9 settembre 384.
Fervente cristiana, impedì a Teodosio di incontrare l'ariano Eunomio, e fu celebrata dal vescovo di Milano Ambrogio e da Gregorio di Nissa, il quale pronunciò la sua orazione funebre in occasione del suo seppellimento a Costantinopoli. Le fu dedicata una statua nel senato di Costantinopoli.